# Edisto
Edisto, Edisto Island – jedna z wysp należących do Sea Islands, leżąca u wybrzeży Karoliny Południowej w hrabstwie Charleston. Wyspę w 2000 roku zamieszkiwało 2301 mieszkańców. Na wyspie jest niewielka miejscowość Edisto Beach. Na wyspie zachowały się wspaniałe budynki właścicieli ziemskich z okresu kolonialnego, gdy były na niej plantacje ryżu, bawełny i indygo. Obecnie jest to znany resort wypoczynkowy. Wyspa jest miejscem urodzenia Jamesa Jamersona legendarnego muzyka soulowego.

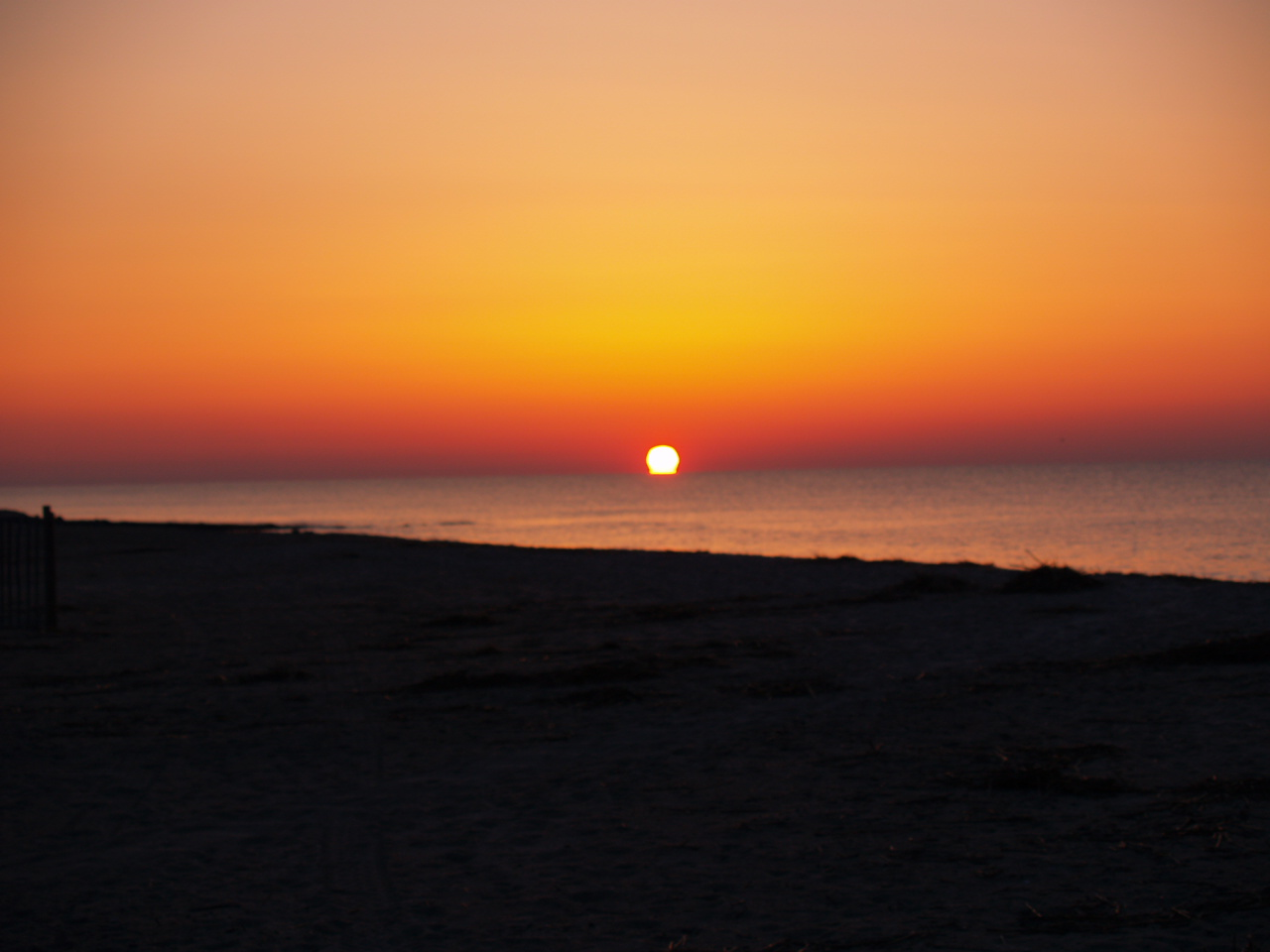
Wschód słońca na wyspie